# دی (زبان برنامه‌نویسی)
زبان برنامه‌نویسی D، یک زبان شی گرا، امری و چندالگویی سیستمی است که توسط Walter Bright از Digital Mars طراحی و در سال ۲۰۰۱ منتشر شد. Bright توسط Andrei Alexandrescu در سال ۲۰۰۶ به تلاش توسعه و طراحی پیوست. با اینکه D مهندسی دوباره‌ای از سی پلاس پلاس است، کاملاً یک زبان جدا محسوب می‌شود؛ زیرا بسیاری از ویژگی‌های هسته سی پلاس پلاس را نگه داشته و بسیاری را دور ریخته‌است. در طراحی زبان دی همچنین از زبان‌هایی مانند پایتون، روبی، سی شارپ، ایفل و جاوا نیز الهام گرفته شده‌است. هدف طراحی زبان D ترکیب کارایی و امنیت زبان‌های کامپایلری، با قدرت زبان‌های پویای مدرن است. کد یک برنامه در زبان D شبیه به زبان سی پلاس پلاس است، اما کوتاه‌تر می‌باشد.

## ویژگی‌ها
۱. چند الگویی

۱٫۱ امری: زبان D یک زبان امری مشابه C است. توابع، داده‌ها، دستورها، اعلان‌ها و عبارات کاملاً مانند زبان C عمل می‌کنند. از تفاوت‌های مهم زبان D با زبان C در امری بودن، می‌توان به حلقه foreach اشاره کرد که امکان حرکت کردن روی یک collection را به ما می‌دهد. همچنین، زبان D دارای توابع تو در تو است که داخل یکدیگر تعریف می‌شوند.

۱٫۲ شی گرایی: زبان D بر پایه سلسله مراتب وراثت تکی بنا شده‌است و از وراثت چندگانه پشتیبانی نمی‌کند.

۱٫۳ Meta Programming

۱٫۴ تابعی: زبان D از بسیاری ویژگی‌های برنامه‌نویسی تابعی پشتیبانی می‌کند؛ مانند ثابت توابع، اشیای بازگشتی-تغییرناپذیر و همچنین توابع با اولویت بالا

۱٫۵ موازی: مثلاً در یک حلقهٔ for همه دفعات تکرار حلقه همزمان اجرا می‌شوند.
```
import
 
std
.
stdio
 
:
 
writeln
;

import
 
std
.
range
 
:
 
iota
;

import
 
std
.
parallelism
 
:
 
parallel
;

void
 
main
()

{

    
foreach
 
(
i
;
 
iota
(
10
).
parallel
)
 
{

        
// The body of the foreach loop is executed in parallel for each i

        
writeln
(
"processing "
,
 
i
);

    
}

}

```

۱٫۶ همروندی
```
import
 
std
.
stdio
,
 
std
.
concurrency
;

void
 
foo
()

{

    
bool
 
cont
 
=
 
true
;

    
while
 
(
cont
)

    
{

        
receive
(
 
// delegates are used to match the message type

            
(
int
 
msg
)
 
=>
 
writeln
(
"int received: "
,
 
msg
),

            
(
Tid
 
sender
)
 
{
 
cont
 
=
 
false
;
 
sender
.
send
(-
1
);
 
},

            
(
Variant
 
v
)
 
=>
 
writeln
(
"huh?"
)
 
// Variant matches any type

        
);

    
}

}

void
 
main
()

{

    
auto
 
tid
 
=
 
spawn
(&
foo
);
 
// spawn a new thread running foo()

    
foreach
 
(
i
;
 
0
 
..
 
10
)

        
tid
.
send
(
i
);
   
// send some integers

    
tid
.
send
(
1.0f
);
    
// send a float

    
tid
.
send
(
"hello"
);
 
// send a string

    
tid
.
send
(
thisTid
);
 
// send a struct (Tid)

    
receive
((
int
 
x
)
 
=>
 
writeln
(
"Main thread received message: "
,
 
x
));

}

```

۲. مدیریت حافظه: برای این کار هم می‌توان از توابع new و delete استفاده کرد و هم از malloc و free به همان شکل زبان C به صورت مستقیم؛

۳. SafeD: به زیر مجموعه‌ای از زبان D گفته می‌شود که از نظر مدیریت حافظه قابل اطمینان است. (هیچ چیز در حافظه نوشته نمی‌شود مگر اینکه برای آن حافظه فضایی گرفته شده باشد و هیچ چیز نوشته نمی‌شود اگر آن حافظه بازیابی شده باشد)

## تعامل با سایر سیستم‌ها
برنامه رابط دودویی سی، در تمامی انواع مشتق شده C پشتیبانی می‌شود. کتابخانه استاندارد زبان C، خود بخشی از زبان D است. از آنجایی که C++ خود یک برنامه رابط دودویی تک ندارد، زبان D تنها قادر به دسترسی به کد C++ نوشته شده در برنامه رابط دودویی زبان C است.

در ویندوز، زبان D به Component Object Model دسترسی دارد.

## نمونه‌ای از کد زبان D
برنامه زیر توسط یک تابع بازگشتی، فاکتوریل یک عدد را محاسبه می‌کند.
```
ulong
 
factorial
(
ulong
 
n
)

{

    
if
 
(
n
<
2
)

        
return
 
1
;

    
else

        
return
 
n
 
*
 
factorial
(
n
-
1
);

}

```

## ابزارهای توسعه
ویرایشگرها و محیط‌های توسعه یکپارچه متعددی برای زبان D وجود دارد. شامل: Eclipse, Microsoft Visual Studio, SlickEdit ,Emacs ,vim ,SciTE ,Smultron ,TextMate ,MonoDevelop ,Zeus ,Geany

برنامه‌های زبان D می‌توانند توسط هر کامپایلر زبان C، اشکال زدایی شوند.

## تاریخچه
Walter Bright در سال ۱۹۹۹ تصمیم گرفت روی زبان جدیدی کار کند. زبان D اولین بار در دسامبر ۲۰۰۱ منتشر شد و در ژانویه ۲۰۰۷ به نسخه ۱٫۰ رسید. اولین نسخه زبان D که D1 نامیده شد، مبتنی بر مبانی شی گرایی، امری بودن و چند الگویی بود؛ مشابه سی پلاس پلاس

در همان سال ۲۰۰۷، اولین نسخه D2 منتشر شد. در واقع D2 برای تثبیت D1 عرضه شد و بسیاری از خطاهای D1 را برطرف کرده بود.

در سال ۲۰۱۱، پروژه زبان D بر روی GitHub قرار گرفت تا از توسعه بر مبنای خطایابی رها شود. در همان سال، Andrei Alexandrescu اعلام کرد که در ۳۱ دسامبر ۲۰۱۲ نسخه آخر D1 عرضه می‌شود و دیگر این نسخه ادامه نخواهد یافت.